# توت رخامي
التوت الرخامي ، أو بوليا كوندينساتا هي نبات عشبي معمر ذو سيقان رئدية وفاكهة صلبة ومستديرة وذو لمعان أزرق معدني. توجد في المناطق المشجرة في إفريقيا. اللون الأزرق للفاكهة ، الناتج عن التلوين الهيكلي ، هو الأكثر كثافة من أي مادة بيولوجية معروفة.

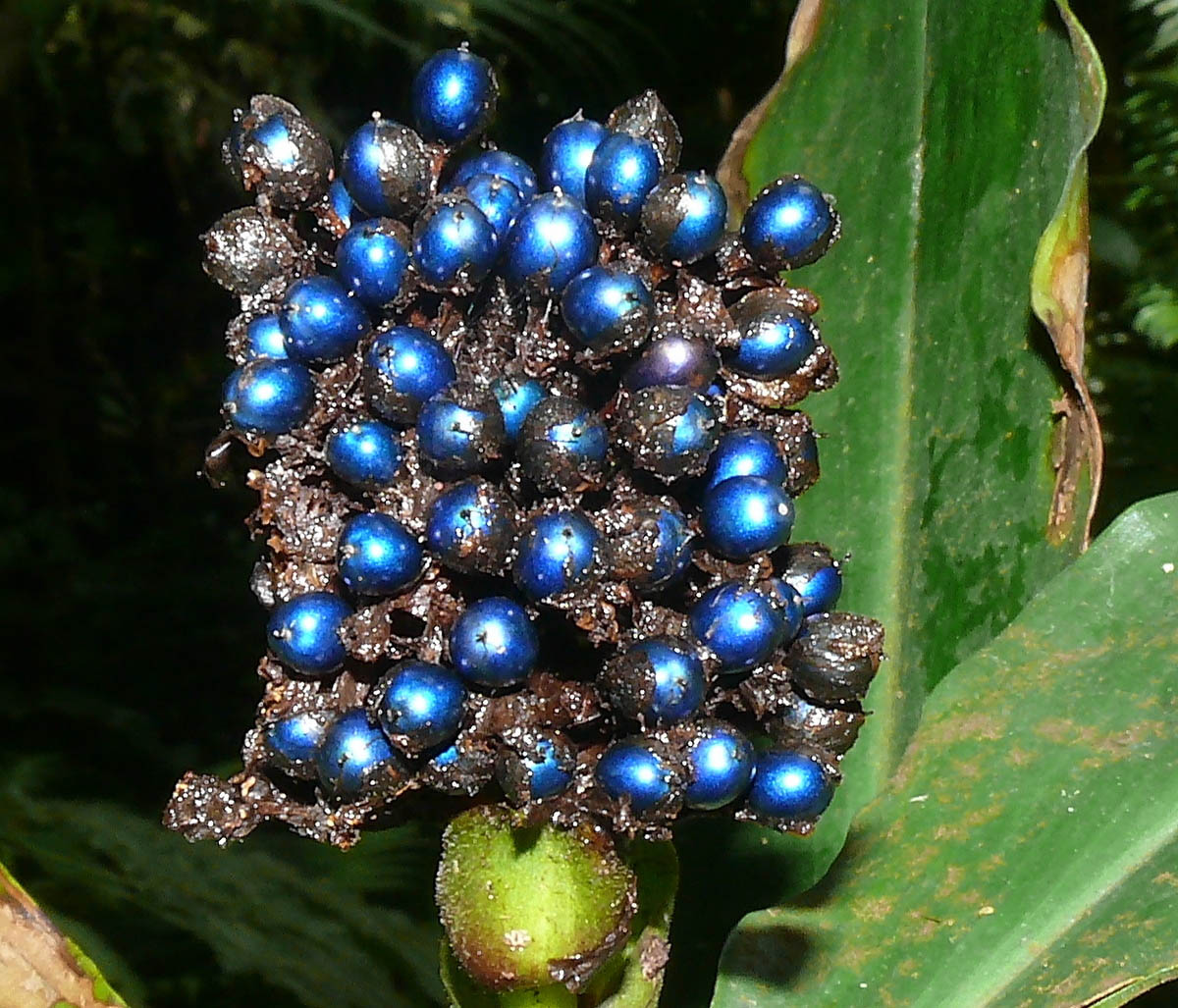
التوت الرخامي